# Gnathostoma
Không nhầm lẫn với Gnathostomata (số ít: Gnathostoma), thuộc siêu lớp Có xương sống.
Gnathostoma là 1 chi của loài ký sinh trùng nematodes (nematodes: còn có tên gọi là roundworms, giun mình tròn hay giun đũa). Loai này thuộc họ Gnathostoma spinigerum và Gnathostoma hispidum gây bệnh lên những động vật có xương sống, bao gồm cả con người trong đó.

## Các loài
- Gnathostoma binucleatum (Almeyda-. Artigas 1991)
- Gnathostoma doloresi
- Gnathostoma hispidum (Fedtsch.)
- Gnathostoma lamothei
- Gnathostoma malaysiae (Miyazaki and. Dunn 1965)
- Gnathostoma nipponicum
- Gnathostoma spinigerum
- Gnathostoma turgidum